# EQTL
Los eQTL (expression Quantitative Trait Loci) son ubicaciones (loci) de genes, que contribuyen a la variación de los niveles de expresión de ARNm o proteínas, casi siempre producto de un único gen con una localización cromosómica específica. 

Ilustración del concepto de un eQTL. A) Un gen codifica para un factor de transcripción (rojo) que se une a los promotores de los genes A (verde) y B (azul) situados en otros cromosomas, provocando su expresión. B) eQTL en cis: Un polimorfismo en el promotor de A evita la unión del factor de transcripción, haciendo que el gen A se exprese menos. C) eQTL en trans: un polimorfismo en el gen que codifica el factor de transcripción hace que este se una con menos afinidad a los promotores de A y B, haciendo que se expresen menos.

## Descripción
Los eQTLs que mapean cerca de su «gen de origen» son cis-eQTLs (que pueden actuar localmente) y aquellos que mapean lejos o incluso en otro cromosoma de su «gen de origen» son trans-eQTLs (que pueden actuar a distancia). 
Los  eQTLs pueden contener distintos elementos no codificantes como: sitios hipersensibles a DNAsa, zonas de unión  factores de transcripción; y se pueden encontrar en distintas zonas como sitios de splicing, regiones 3’ y promotores.
Existen casos de eQTLs con variaciones genéticas en muy baja frecuencia, los cuales no pueden ser detectados mediante análisis estadísticos de eQTLs, pero pueden ser complementados con otros estudios como análisis de ASE y ASTS. Los pQTLs son otro tipo de QTLs pero relacionados con la expresión de proteínas.

## eQTL, integración del transcriptoma y el genoma
La integración de los análisis  de DNA secuenciado y RNA nos ofrece una vista única de las causas genéticas de la variación del transcriptoma. Un ejemplo de esto son  las variantes en eQTLs (son variaciones  genéticas que afectan a la regulación de la expresión de los genes), o  variantes en los elementos regulatorios de la estructura de los tránscritos (ratio de las distintas estructuras de tránscritos de un gen) denominados trQTLs, las cuales pueden llevar a que se den cambios en los niveles de expresión de RNA o cambios en la estructura de estos (es decir cambios en el transcriptoma).

## eQTLs y GWAS
Los GWAS  (estudio de asociación del genoma completo) son análisis de la variación genética a lo largo del genoma y su asociación a rasgos observables, (comúnmente centrado en asociaciones de SNPs y enfermedades). 
Las distintas variantes de un eQTL y la consecuente variación a nivel de expresión puede  añadir una dimensión funcional a nuestros conocimientos, ayudando así a la comprensión de los mecanismos que llevan esta a cabo esta variación.
Una proporción de las variantes descritas en los GWAS son eQTLs o trQTLs, por lo que, la integración del genoma secuenciado , eQTLs  y el fenotipo celular ayuda a comprender los genes causales de la enfermedad, las variantes genéticas causales que subyacen a los GWAS y los procesos biológicos que intervienen en estos.
De esta forma, en un estudio publicado en la revista Nature Genetics en 2018 se aplican diferentes estrategias de mapeo genético implementadas en FUMA (Mapeo funcional y anotación de asociaciones genéticas) para relacionar las variantes genéticas en estudio que están asociadas a genes, siendo una de estas estrategias el mapeo de genes eQTL el cual correlaciona SNPs cis-eQTL a 684 genes cuyos niveles de expresión habían sido influenciados.
Otro estudio publicado en el que se pone de manifiesto el uso de esta técnica fue publicado en 2021 por la revista Nature Communications. Los autores describieron la co-localización de loci situados en regiones no codificantes del genoma implicados en la formación de agregados de plaquetas (ateroesclerosis) en respuesta a diferentes dosis de ADP, epinefrina y colágeno, todo ello gracias al empleo de eQTL y datos de RNA-Seq obtenidos de plaquetas de 180 pacientes. Se identificaron variantes centinelas para los genes PEAR1 y RGS18. El primero únicamente tenía un SNP, mientras que para el segundo se observaron un gran número de variantes relacionadas con la enfermedad.